# Samarkand Airways
СП ТОВ «Самаркандські авіалінії» / JV «Samarkand Airways» LLC/ СП ТОВ «Самарканд Хаво Йулларі» / «Samarqand Havo Yo'llari» зареєстровано 3 серпня 2005 року Управлінням Юстиції Самаркандської області Міністерства Юстиції Республіки Узбекистан. Компанія є Узбецько-Американським Спільним Підприємством у формі Товариства з Обмеженою Відповідальністю. 10 листопада 2005 року компанія отримала Сертифікат Експлуатанта № 7-0 Державної Інспекції Республіки Узбекистан по Нагляду за Безпекою Польотів.
19 грудня 2005 року компанія «Самаркандські авіалінії» отримала державну ліцензію на здійснення повітряних вантажних перевезень на внутрішніх і міжнародних авіалініях.
Відповідно до вимог міжнародних організацій ІКАО (Міжнародна Організація Цивільної Авіації) та ІАТА (Міжнародна Асоціація Повітряного Транспорту) для «Самаркандських авіаліній» призначені нижченаведені коди для виконання внутрішніх і міжнародних авіарейсів: Код ІКАО — UZS; Коди ІАТА — С7 / 732
Основним іноземним засновником СП «Самаркандські авіалінії» є компанія «UMS, LLC» — трансконтинентальна корпорація, що базується в Кентуккі (США), яка спеціалізується на вантажних і пасажирських чартерах, послуг по забезпеченню рейсів і авіаційному консалтингу. Іншими засновниками є приватні узбецькі інвестори.
Компанія «UMS, LLC» має Представництво в Республіці Узбекистан, офіційно зареєстрована в Міністерство зовнішніх економічних зв'язків, інвестицій і торгівлі Республіки Узбекистан та перебуває на обліку в Службі Дипломатичного Сервісу Міністерства Закордонних Справ Республіки Узбекистан.
Основна діяльність СП «Самаркандські авіалінії» спрямована на авіаційні та експедиторські послуги, які максимально відповідають потребам і побажанням клієнтів.
СП «Самаркандські авіалінії» пропонує послуги з організації вантажних і пасажирських чартерів, за відправлень вантажів, посилок і пошти, послуги по забезпеченню рейсів, продажу пасажирських авіаперевезень і туристичні послуги.
СП «Самаркандські авіалінії» є Генеральним агентом з вантажним продажу (CGSA) у декількох авіакомпаній, що виконують рейси до/з Республіки Узбекистан.